# Киллип, Эллсуэрт Пейн
Э́ллсуэрт Пейн Ки́ллип (англ. Ellsworth Paine Killip; 1890—1968) — американский ботаник.

## Биография
Эллсуэрт Пейн Киллип родился 2 сентября 1890 года в городе Рочестер в Нью-Йорке. Учился в Рочестерском университете, в 1911 году окончил его со степенью бакалавра. Затем, до 1917 года, Киллип работал в Рочестерской академии наук. С 1918 по 1919 был военным врачом, за что впоследствии был удостоен Ордена Почётного легиона.
После окончания Первой мировой войны Эллсуорт Пейн продолжил изучать ботанику, он работал в ботаническом отделении Смитсоновского института. В 1946 году он был назначен главным куратором. В 1950 году Киллип ушёл на пенсию.
21 ноября 1968 года Эллсуэрт Пейн Киллип скончался в городе Редлендс.
Киллип был специалистом по растениям из семейств Бобовые и Страстоцветные, а также по роду Бомарея. Основной гербарий Киллипа в настоящее время хранится в Смитсоновском институте в Вашингтоне (US).

## Некоторые научные работы
- Killip, E.P. (1936). Mimosaceae and Caesalpiniaceae of Columbia. Annals of the New York Academy of Sciences 35: 101—208.
- Killip, E.P. (1938). The American species of Passifloraceae. 613 p.
- Killip, E.P. (1939). The Andean species of Pilea. Contr. U.S. natl. Herb. 26(10): 475—530.

## Роды, названные в честь Э. П. Киллипа
- Killipia Gleason, 1925
- Killipiella A.C.Sm., 1943 [syn.  Disterigma (Klotzsch) Nied., 1889]
- Killipiodendron Kobuski, 1942 [syn.  Freziera Willd., 1799, nom. cons.]